# Sars-et-Rosières
Pour les articles homonymes, voir Sars et Rosières.

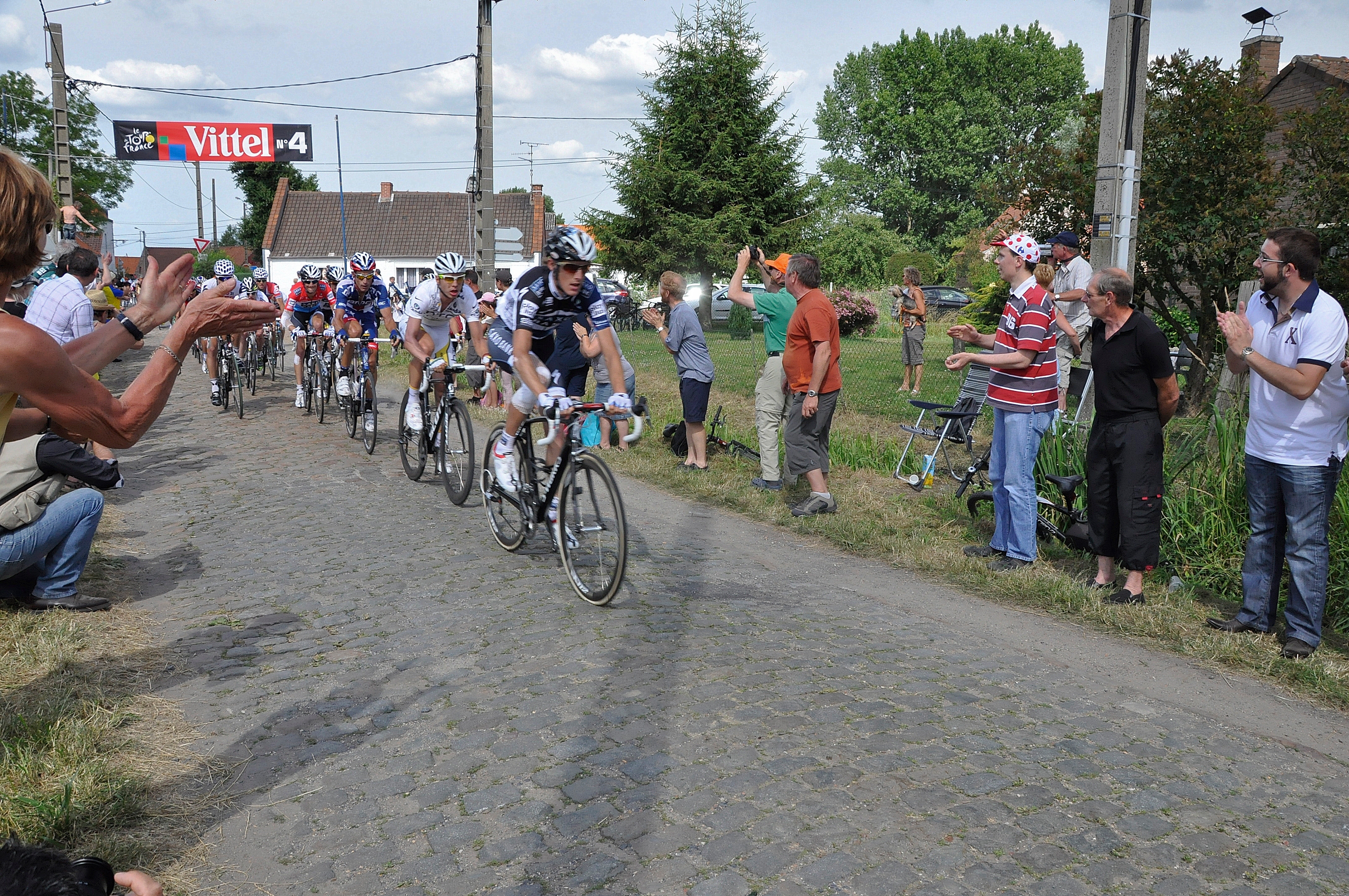
Andy Schleck et Fränk Schleck (4e, juste avant la chute) pendant le Tour de France 2010 sur les pavés à Sars-et-Rosières.

Sars-et-Rosières est une commune française située dans le département du Nord, en région Hauts-de-France.

## Géographie

### Communes limitrophes
| Landas                 |                  | Rosult  |
| Beuvry-la-Forêt        | Sars-et-Rosières |         |
| Tilloy-lez-Marchiennes |                  | Brillon |

### Hydrographie

#### Réseau hydrographique
La commune est située dans le bassin Artois-Picardie. Elle est drainée par le Courant de l'Hôpital, le ruisseau des Hauts champs et divers autres petits cours d'eau,.
Le Courant de l'Hôpital, d'une longueur de 29 km, prend sa source dans la commune de Auchy-lez-Orchies et se jette  dans la Scarpe canalisée à Thun-Saint-Amand, après avoir traversé 13 communes. 

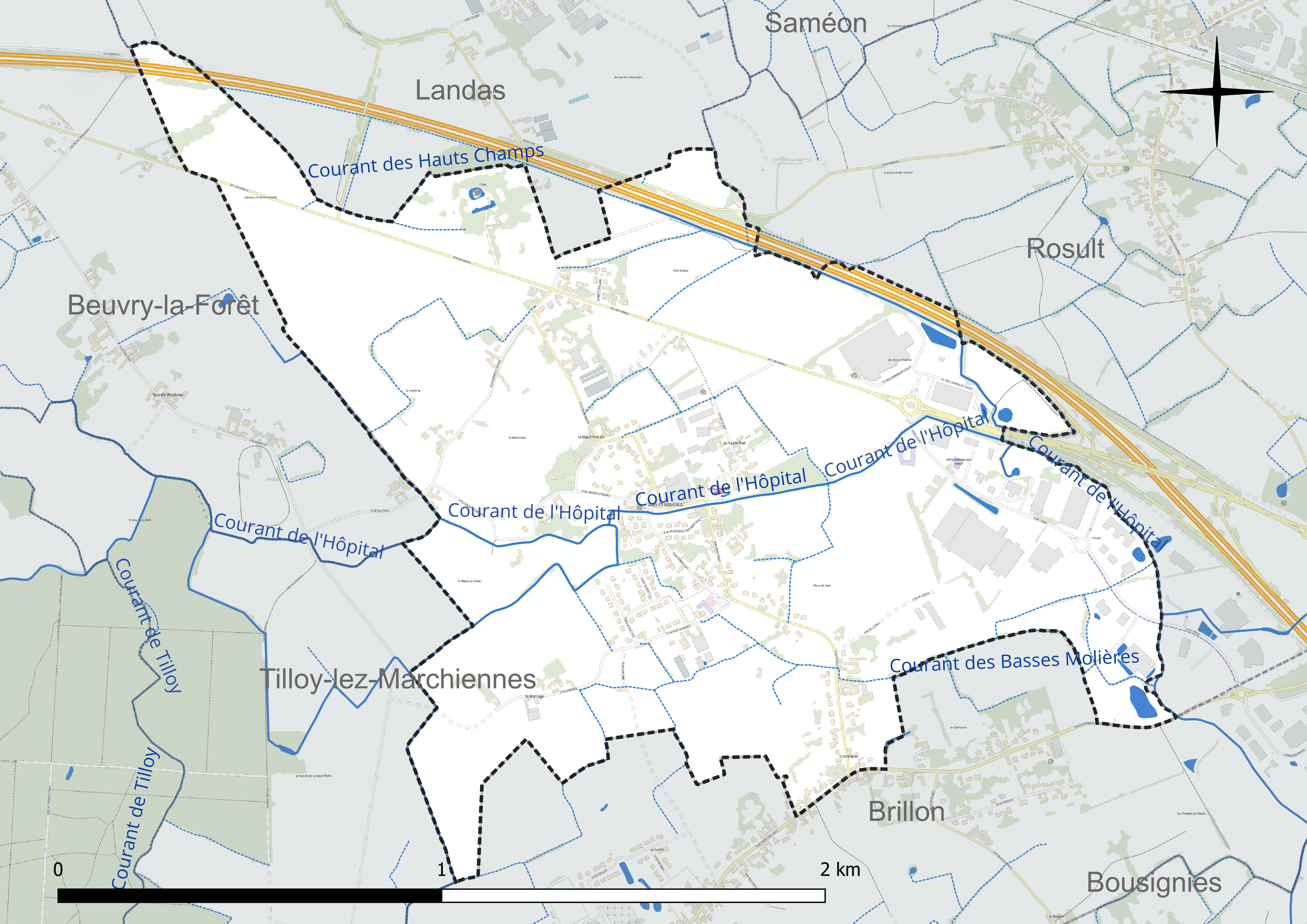
Réseau hydrographique de Sars-et-Rosières.

#### Gestion et qualité des eaux
Le territoire communal est couvert par le schéma d'aménagement et de gestion des eaux (SAGE) « Scarpe aval ». Ce document de planification concerne un territoire de 624 km2 de superficie, délimité par le bassin versant de la Scarpe aval, comprenant la Pévèle, la plaine de la Scarpe et le bassin minier avec l'Ostrevent. Le périmètre a été arrêté le 18 mars 1997 et le SAGE proprement dit a été approuvé le 12 mars 2009, puis révisé le 5 juillet 2021. La structure porteuse de l'élaboration et de la mise en œuvre est le parc naturel régional Scarpe-Escaut. 
La qualité des cours d'eau peut être consultée sur un site dédié géré par les agences de l'eau et l'Agence française pour la biodiversité. 

### Climat
Pour des articles plus généraux, voir Climat des Hauts-de-France et Climat du Nord.
En 2010, le climat de la commune est de type climat océanique dégradé des plaines du Centre et du Nord, selon une étude du CNRS s'appuyant sur une série de données couvrant la période 1971-2000. En 2020, Météo-France publie une typologie des climats de la France métropolitaine dans laquelle la commune est exposée à un climat océanique et est dans la région climatique  Nord-est du bassin Parisien, caractérisée par un ensoleillement médiocre, une pluviométrie moyenne régulièrement répartie au cours de l'année et un hiver froid (3 °C).
Pour la période 1971-2000, la température annuelle moyenne est de 10,6 °C, avec une amplitude thermique annuelle de 14,6 °C. Le cumul annuel moyen de précipitations est de 698 mm, avec 11,5 jours de précipitations en janvier et 9,2 jours en juillet. Pour la période 1991-2020, la température moyenne annuelle observée sur la station météorologique la plus proche, située sur la commune de Cappelle-en-Pévèle à 13 km à vol d'oiseau, est de 11,1 °C et le cumul annuel moyen de précipitations est de 736,6 mm,. Pour l'avenir, les paramètres climatiques de la commune estimés pour 2050 selon différents scénarios d'émission de gaz à effet de serre sont consultables sur un site dédié publié par Météo-France en novembre 2022.

## Urbanisme

### Typologie
Au 1er janvier 2024, Sars-et-Rosières est catégorisée bourg rural, selon la nouvelle grille communale de densité à sept niveaux définie par l'Insee en 2022.
Elle appartient à l'unité urbaine de Saint-Amand-les-Eaux, une agglomération intra-départementale regroupant 15  communes, dont elle est une commune de la banlieue,,. Par ailleurs la commune fait partie de l'aire d'attraction de Lille (partie française), dont elle est une commune de la couronne,. Cette aire, qui regroupe 201 communes, est catégorisée dans les aires de 700 000 habitants ou plus (hors Paris),.

### Occupation des sols
L'occupation des sols de la commune, telle qu'elle ressort de la base de données européenne d'occupation biophysique des sols Corine Land Cover (CLC), est marquée par l'importance des territoires agricoles (67,4 % en 2018), en diminution par rapport à 1990 (97,4 %). La répartition détaillée en 2018 est la suivante : 
terres arables (52,2 %), zones urbanisées (18,5 %), zones industrielles ou commerciales et réseaux de communication (14,1 %), prairies (11,6 %), zones agricoles hétérogènes (3,6 %). L'évolution de l'occupation des sols de la commune et de ses infrastructures peut être observée sur les différentes représentations cartographiques du territoire : la carte de Cassini (XVIIIe siècle), la carte d'état-major (1820-1866) et les cartes ou photos aériennes de l'IGN pour la période actuelle (1950 à aujourd'hui).

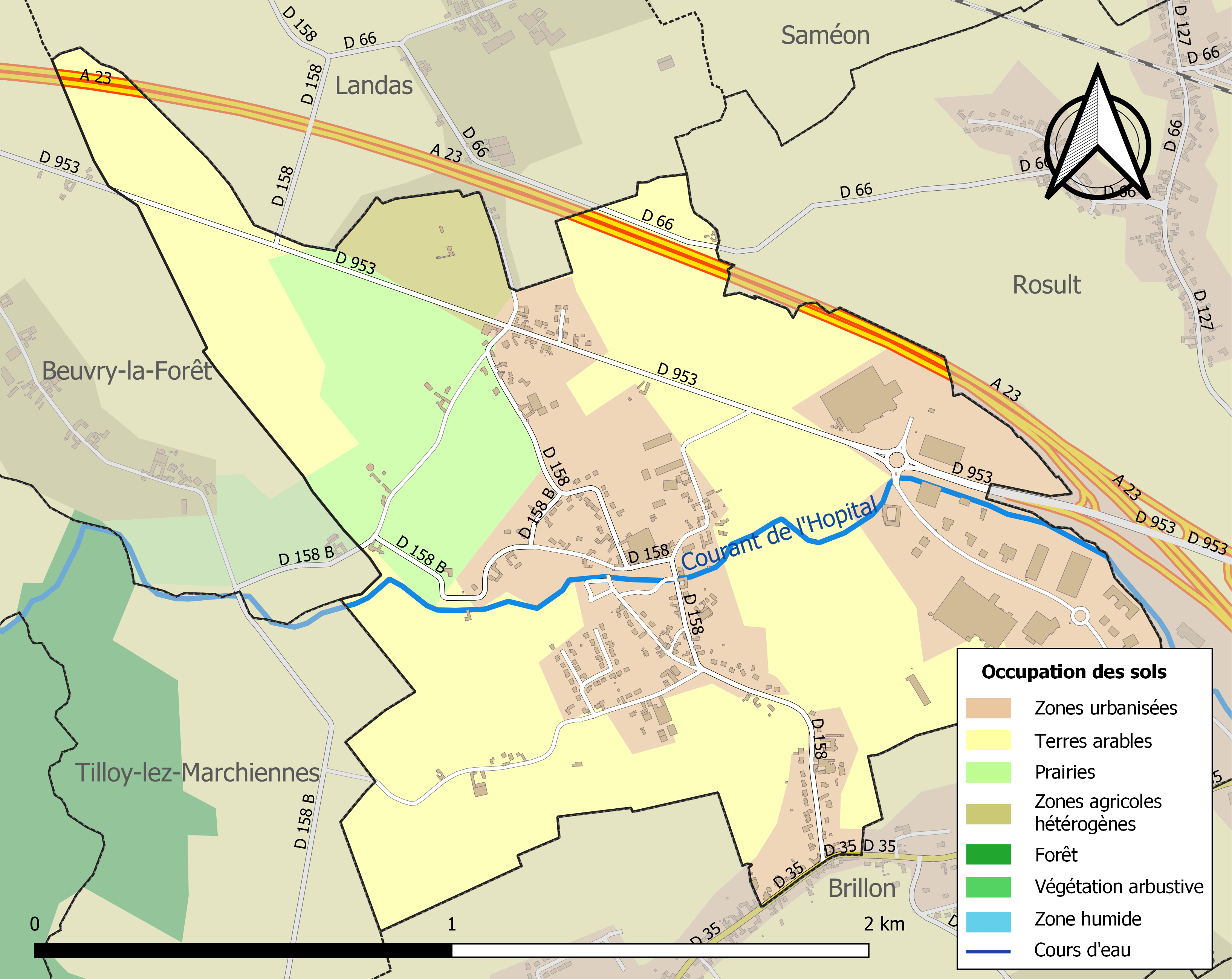
Carte des infrastructures et de l'occupation des sols de la commune en 2018 (CLC).

### Voies de communications et transports
La commune est desservie par la ligne 874 du réseau interurbain Arc-en-Ciel 2.

## Histoire
Louis Gossuin du Quesnoy, seigneur du Loir, sur la commune actuelle de Sars-et-Rosières, combat et trouve la mort à la bataille d'Azincourt en 1415.

## Héraldique
|  | Les armes de Sars-et-Rosières se blasonnent ainsi : Échiqueté d'or et de gueules. |

## Politique et administration

### Tendances politiques et résultats
Monique Herbommez devient maire à la suite des élections municipales de mars 1989.
Jean-Michel Michalak est à son tour maire à la suite des élections municipales de mars 2020. Il est élu maire par son conseil municipal avec quinze voix sur quinze le 31 mai 2020.

### Liste des maires successifs
Maire de1802 à 1807 : Ph. Coterez,.
| Identité                                        | Période     | Période     | Durée                    | Étiquette                            |
| Identité                                        | Début       | Fin         | Durée                    | Étiquette                            |
| ----------------------------------------------- | ----------- | ----------- | ------------------------ | ------------------------------------ |
| Monique Herbommez (d), (née le 22 février 1940) | mars 1989   | 31 mai 2020 | 31 ans et 2 mois         | divers droite                        |
| Jean-Michel Michalak (d) (né le 4 août 1971)    | 31 mai 2020 | En cours    | 5 ans, 2 mois et 7 jours | Union des démocrates et indépendants |
| Hyacinthe Wadbled (d) (1888 - 1958)             |             |             |                          |                                      |

### Instances judiciaires et administratives
La commune relève du tribunal d'instance de Valenciennes, du tribunal de grande instance de Valenciennes, de la cour d'appel de Douai, du tribunal pour enfants de Valenciennes, du conseil de prud'hommes de Valenciennes, du tribunal de commerce de Valenciennes, du tribunal administratif de Lille et de la cour administrative d'appel de Douai.

## Population et société

### Démographie

#### Évolution démographique
L'évolution du nombre d'habitants est connue à travers les recensements de la population effectués dans la commune depuis 1800. Pour les communes de moins de 10 000 habitants, une enquête de recensement portant sur toute la population est réalisée tous les cinq ans, les populations de référence des années intermédiaires étant quant à elles estimées par interpolation ou extrapolation. Pour la commune, le premier recensement exhaustif entrant dans le cadre du nouveau dispositif a été réalisé en 2005.

En 2022, la commune comptait 613 habitants, en évolution de +6,79 % par rapport à 2016 (Nord : +0,51 %, France hors Mayotte : +2,11 %).
| 1800 | 1806 | 1821 | 1831 | 1836 | 1841 | 1846 | 1851 | 1856 |
| ---- | ---- | ---- | ---- | ---- | ---- | ---- | ---- | ---- |
| 474  | 494  | 530  | 560  | 558  | 546  | 581  | 547  | 558  |

| 1861 | 1866 | 1872 | 1876 | 1881 | 1886 | 1891 | 1896 | 1901 |
| ---- | ---- | ---- | ---- | ---- | ---- | ---- | ---- | ---- |
| 568  | 559  | 571  | 546  | 527  | 506  | 469  | 442  | 395  |

| 1906 | 1911 | 1921 | 1926 | 1931 | 1936 | 1946 | 1954 | 1962 |
| ---- | ---- | ---- | ---- | ---- | ---- | ---- | ---- | ---- |
| 413  | 379  | 333  | 367  | 330  | 320  | 292  | 330  | 347  |

| 1968 | 1975 | 1982 | 1990 | 1999 | 2005 | 2006 | 2010 | 2015 |
| ---- | ---- | ---- | ---- | ---- | ---- | ---- | ---- | ---- |
| 333  | 295  | 359  | 397  | 378  | 493  | 503  | 528  | 558  |

| 2020 | 2022 | - | - | - | - | - | - | - |
| ---- | ---- | - | - | - | - | - | - | - |
| 618  | 613  | - | - | - | - | - | - | - |

#### Pyramide des âges
La population de la commune est relativement jeune.
En 2018, le taux de personnes d'un âge inférieur à 30 ans s'élève à 37,0 %, soit en dessous de la moyenne départementale (39,5 %). À l'inverse, le taux de personnes d'âge supérieur à 60 ans est de 17,1 % la même année, alors qu'il est de 22,5 % au niveau départemental.
En 2018, la commune comptait 307 hommes pour 291 femmes, soit un taux de 51,34 % d'hommes, largement supérieur au taux départemental (48,23 %).
Les pyramides des âges de la commune et du département s'établissent comme suit.
| Hommes | Classe d’âge | Femmes |
| ------ | ------------ | ------ |
| 0,3    | 90 ou +      | 0,3    |
| 2,5    | 75-89 ans    | 3,3    |
| 13,2   | 60-74 ans    | 14,6   |
| 21,8   | 45-59 ans    | 22,6   |
| 23,3   | 30-44 ans    | 23,9   |
| 13,2   | 15-29 ans    | 13,6   |
| 25,6   | 0-14 ans     | 21,6   |

| Hommes | Classe d’âge | Femmes |
| ------ | ------------ | ------ |
| 0,5    | 90 ou +      | 1,4    |
| 5,3    | 75-89 ans    | 8,1    |
| 14,8   | 60-74 ans    | 16,2   |
| 19,1   | 45-59 ans    | 18,4   |
| 19,5   | 30-44 ans    | 18,7   |
| 20,7   | 15-29 ans    | 19,1   |
| 20,2   | 0-14 ans     | 18     |

## Lieux et monuments
- Le château du Loir, construit au début du XVe siècle, et dont les parties constituantes actuelles sont formées d'écurie, d'une remise agricole, d'un logement, d'un pigeonnier, d'un parc et de douves[31].

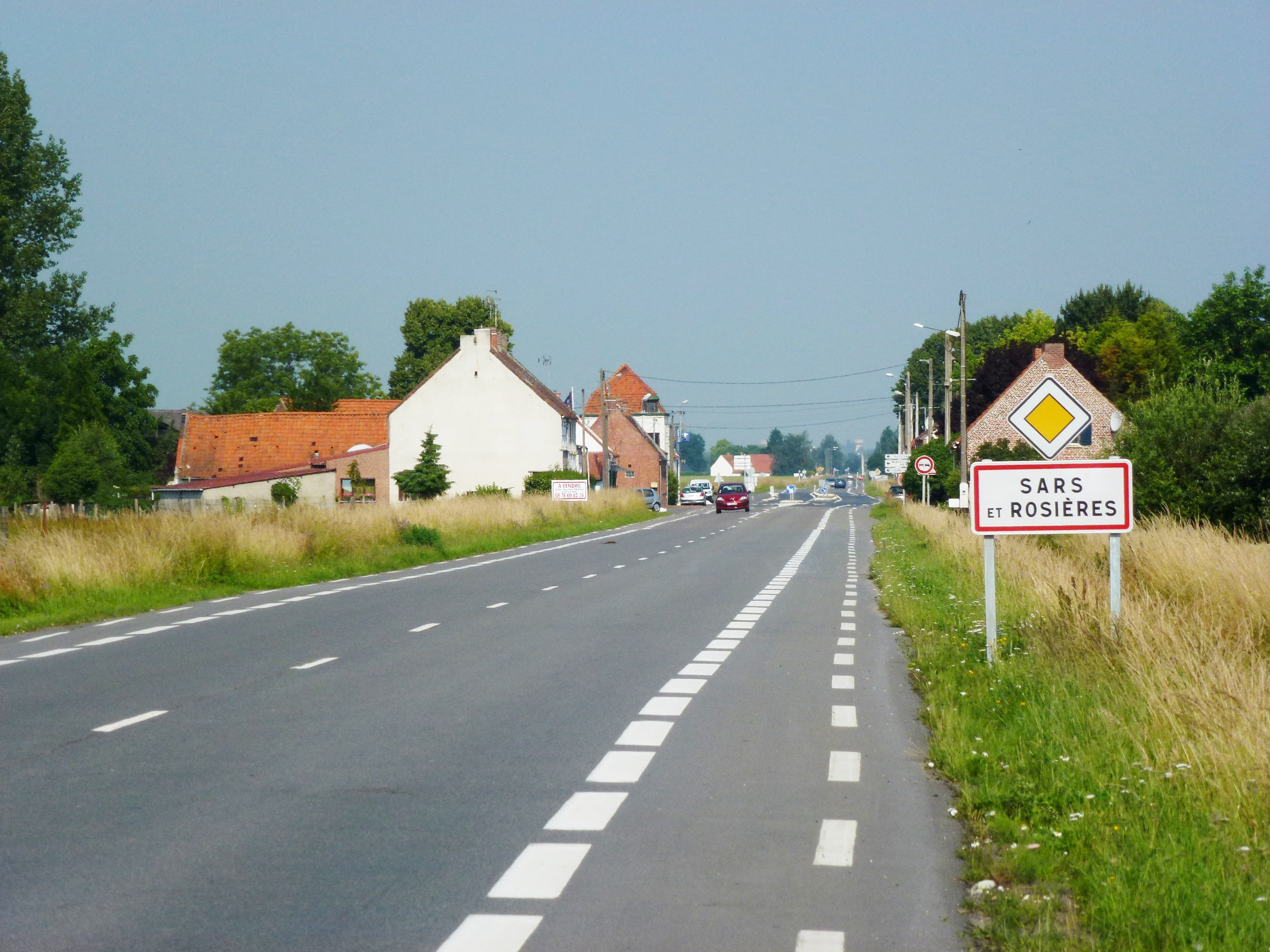
Entrée du village.
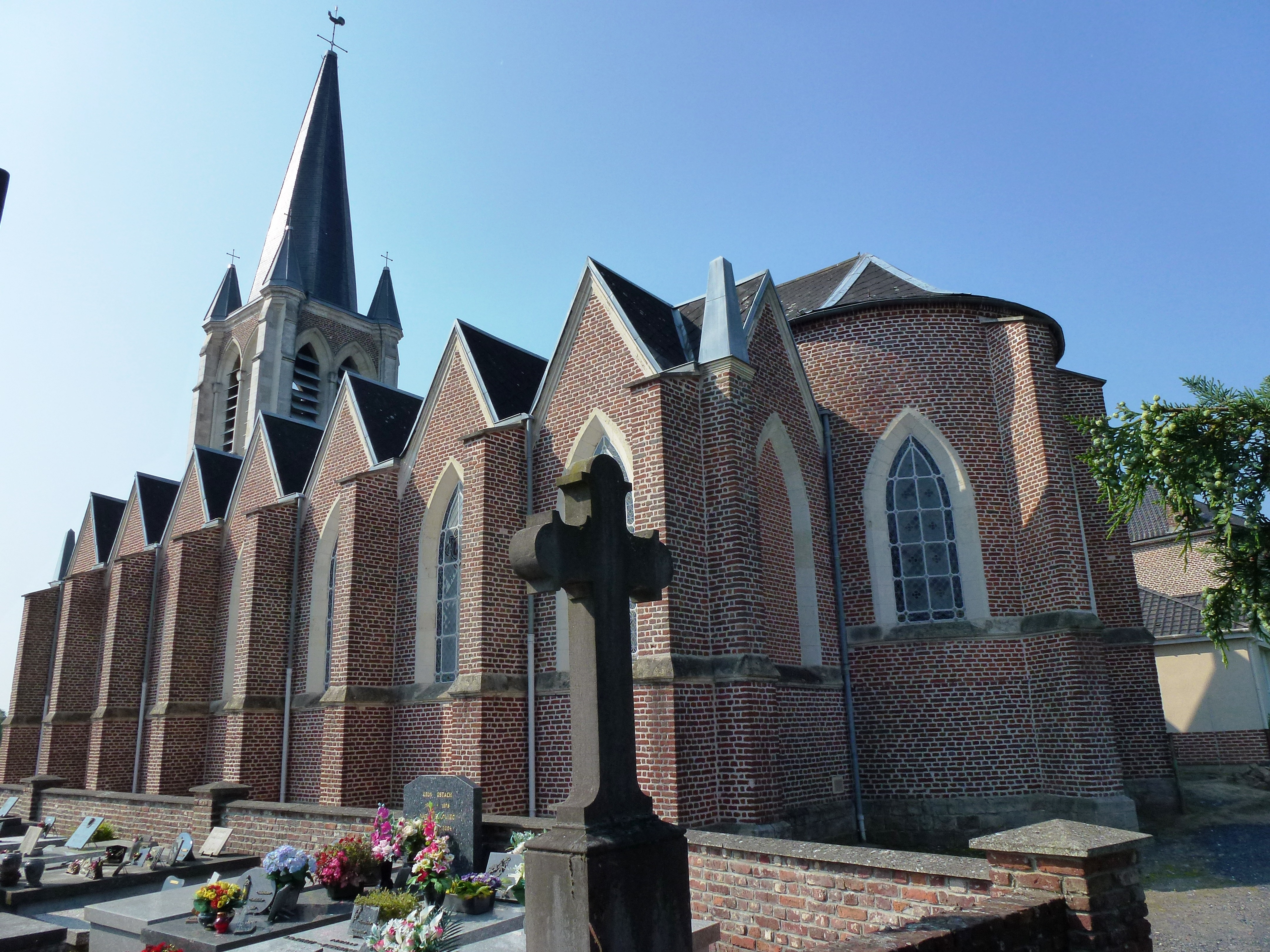
Église de l'Immaculée-Conception.
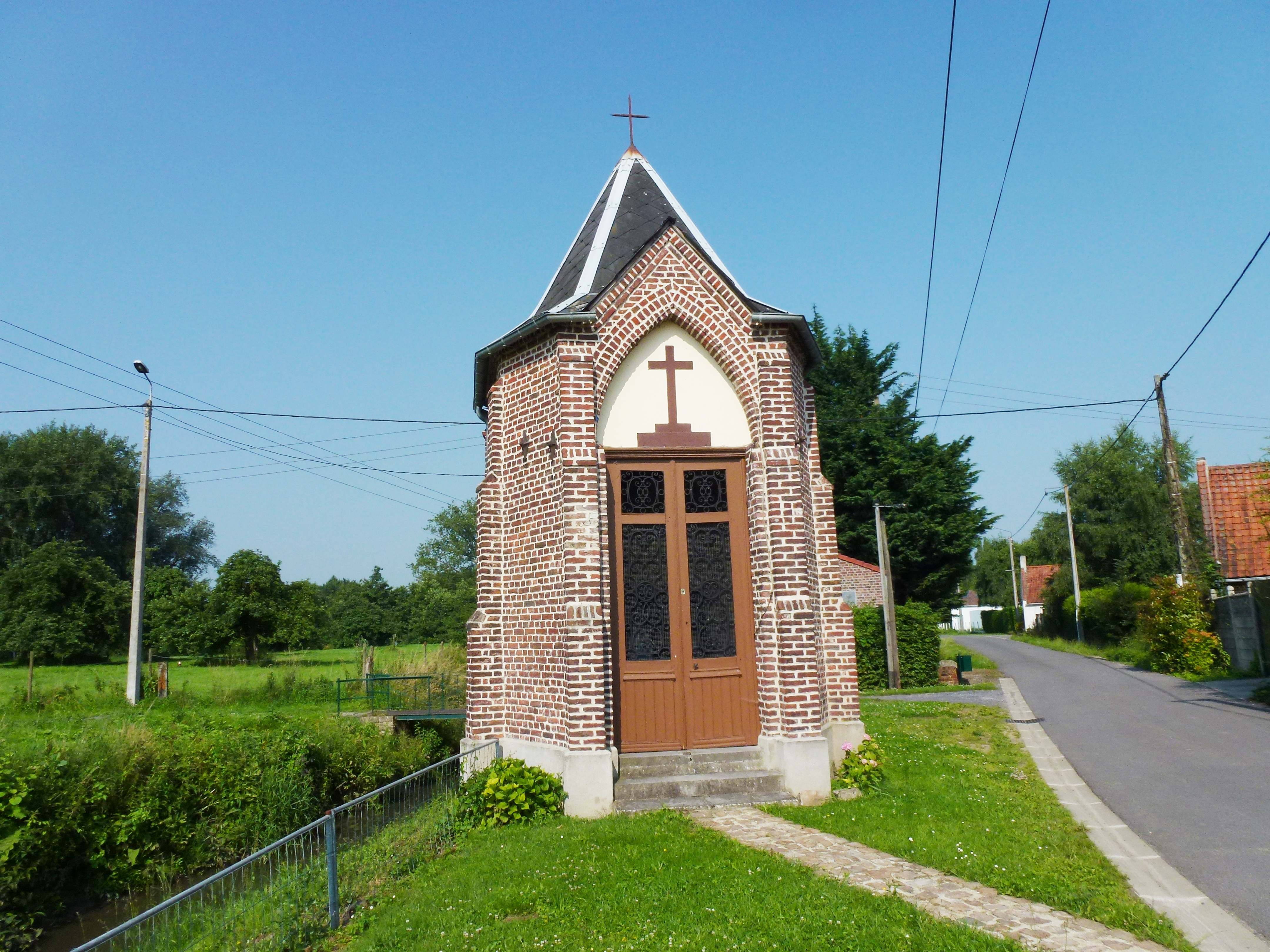
Oratoire, rue du Marais à chênes.

## Pour approfondir